# Jenna Sativa
Jenna Sativa (Miami, 12 novembre 1992) è un'attrice pornografica e regista statunitense.

## Biografia e carriera pornografica
Jenna Sativa è nata a Miami da una famiglia di origini brasiliane e cubane. A 22 anni ha fatto il suo debutto come attrice pornografica, dopo essere stata scelta in un casting per l'azienda Spiegler Girls, con il quale ha effettuato i primi lavori come attrice e modella erotica.
Ha lavorato per studi e case di produzione come Evil Angel, Twistys, Elegant Angel, Girlsway, New Sensations, Mile High, Girlfriends Films, Sweetheart Video, Filly Films, Reality Kings, Erotica X, Adam & Eve, Brazzers, Wicked e Penthouse.
Ad aprile 2016 è stata nominata Penthouse Pet del mese per la rivista Penthouse. Nel 2016 ha ricevuto la nomination come miglior attrice lesbo agli AVN Awards, vincendo il premio nel 2017 e nel 2018. È stata nominata in quella categoria nel 2016 anche agli XBIZ Awards ed ha vinto il premio nel 2017.
Nel 2017 ha ottenuto altre tre candidature agli AVN Awards e nello stesso anno ha vinto il premio Pet of the Year per Penthouse. Al 2022 ha girato oltre 430 scene e ne ha diretta 1, ottenendo 4 riconoscimenti.

## Riconoscimenti
- AVN Award
  - 2017 – All-Girl Performer of the Year[12]
  - 2018 – All-Girl Performer of the Year[13]
  - 2019 – Best All-Girl Group Sex Scene per A Flapper Girl Story con Eliza Jane e Ivy Wolfe[14]
- XBIZ Award
  - 2017 – Girl/Girl Performer of the Year[15]